# 5S

Olika steg i 5S.

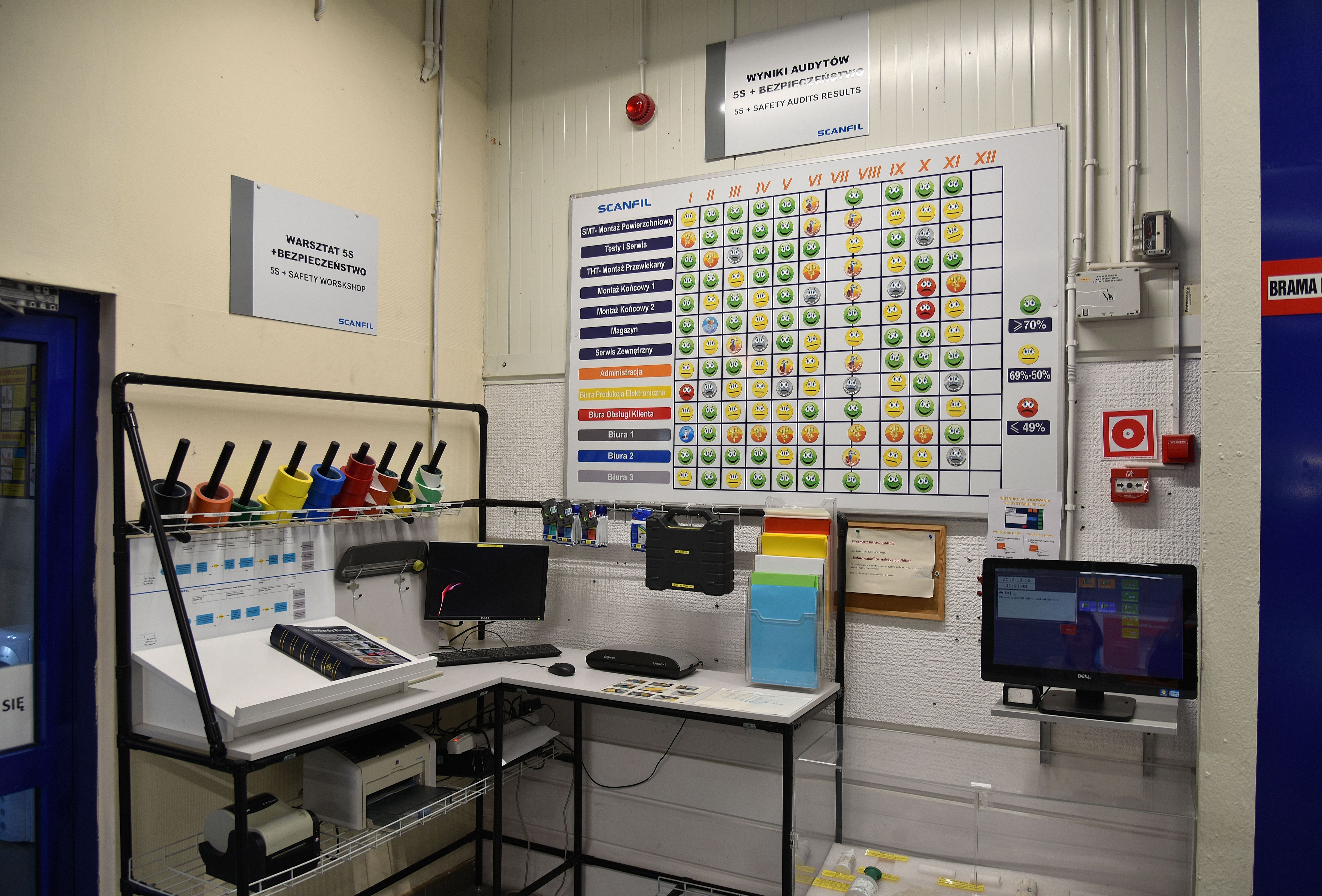
5S resurshörna.

5S är en japansk metod för att minska de sju slöserierna på en arbetsplats. Bieffekten av det är att det också skapar ordning och reda. Metoden utvecklades ursprungligen hos Toyota. 

## De fem essen
I svensk tappning brukar de fem essen uttydas:
- Sortera (seiri 整理) verktyg och material som används på arbetsplatsen. Skilj det som är nödvändigt, från det som inte är det.

- Systematisera (seiton 整頓) det som är nödvändigt så att det är lättillgängligt. Ge det en given lämplig plats och tag bort annat.

- Städa alt. Skick (seiso 清掃) regelbundet. Liten städning varje dag. Större rengöring varje vecka.

- Standardisera (seiketsu 清潔) de dagliga rutinerna. Använd att-göra-listor för daglig vård av maskiner och lokaler.

- Se till alt. Sköt om (shitsuke 躾) att ordningen hålls. Förbättra att-göra-listorna steg för steg.

Det finns en alternativ svensk översättning som kanske bättre överensstämmer med den japanska grundbetydelsen. En eventuell nackdel är att stegen i denna översättning inte inleds med ett S.
- Inventering – En aktivitet där all personal som arbetar på arbetsplatsen gemensamt markerar åtgärder i anläggningen. Här brukar man gå längre än att bara sortera ut ej nödvändigt material och också markera annan typ av slöseri på arbetsplatsen.

- Placering – Alla verktyg och hjälpmedel placeras på lämplig plats och märkes upp.

- Initialrengöring – Anläggningen rengörs grundligt. Arbetet dokumenteras för att skapa rutiner. Fotografier definierar den nya nivån.

- Rutiner – Etableras med system för uppföljning så att den nya nivån upprätthålls.

- Disciplin – Revisioner genomförs med en engagerad ledningsorganisation.

5S är en viktig del i Lean Manufacturing, WCM och i Total Productive Maintenance.